# Andre Villas-Boas
Luís André de Pina Cabral e Villas-Boas, bedre kendt som André Villas-Boas (født 17. oktober, 1977 i Porto), er en portugisisk fodboldtræner. Han var manager i den engelske Premier League-klub Chelsea indtil 4. marts 2012. Den 3. juli 2012 blev han offentliggjort som ny manager i Tottenham Hotspur F.C., og den 15. december blev han så fyret, efter flere store nederlag, senest mod Liverpool, hvor kampen endte 5-0 til Liverpool. 

## Karriere
Villas-Boas havde som 21-årig kortvarigt været træner for de Britiske Jomfruøers fodboldlandshold, før han indtog assistent-rollen i Porto under sin mentor José Mourinho. Villas-Boas fulgte senere Mourinho til både Chelsea og Internazionale.

### Académica
Ved starten på 2009/10 sæsonen forlod Villas-Boas Mourinho for at jagte drømmen som manager, hvorefter han blev ansat i den portugisiske Primeira Liga-klub Académica de Coimbra. Klubben var ved Villas-Boas ansættelse i bunden af ligaen uden sejre, men introduktionen af den portugisiske manager viste sig at blive en succes, og Académica spillede sig ud af nedrykningsfare. Derudover førte Villas-Boas klubben frem til semifinalen i den portugisiske liga-cup, hvor de tabte til portugiserens kommende klub Porto.

### Porto
Villas-Boas' meteoriske karriere fortsatte, da han den 2. juni, 2010, blev annonceret som ny Porto-manager. Allerede den 7. august, 2010, vandt han sit første trofæ, da Porto slog S.L. Benfica i den portugisiske supercup, hvilket blev fulgt op med yderligere tre titler i form af Primeira Liga, UEFA Europa League og den portugisiske cup. Han blev samtidig med sine kun 33 år og 213 dage den yngste manager nogensinde, som har vundet en europæisk turnering.
Den 21. juni, 2011, sagde Villas-Boas sit job op i Porto, hvorefter han skiftede til Premier League-klubben Chelsea.

### Chelsea
Chelsea bekræftede ansættelsen af Villas-Boas på en treårig kontrakt den 22. juni, 2011. For at ansætte Villas-Boas var Chelsea tvunget til at betale Porto 15 millioner euro, hvilket aktiverede en frikøbsklausul i portugiserens kontrakt.
Den 4. marts 2012 blev han fyret efter nederlag til West Bromwich dagen før. Han nåede derfor kun 40 kampe i spidsen for holdet.